# Metro-Goldwyn-Mayer
Pour les articles homonymes, voir MGM.
Metro-Goldwyn-Mayer (abrégé en MGM) est une entreprise américaine créée en 1924 par Marcus Loew, Samuel Goldwyn et Louis B. Mayer. Elle est présente dans le secteur des industries créatives par la production et la distribution d'œuvres de cinéma et de télévision. Son siège social se situe à Beverly Hills en Californie, aux États-Unis. Elle est détenue par la filiale Amazon MGM Studios depuis son rachat par l'entreprise de commerce en ligne Amazon, en mars 2022.
L'entreprise est issue de la fusion au début du XXe siècle de la société Metro Pictures et des studios de Samuel Goldwyn et de Louis B. Mayer, tous les trois rachetés par Marcus Loew, lequel détient déjà un important réseau de salles de cinéma. L'entreprise devient rapidement une major du cinéma grâce à son réseau d'exploitation et à ses productions à succès faisant appel à des vedettes renommées et reste dominante dans le secteur jusqu'à la fin des années 1940. Depuis lors, l'entreprise connaît plusieurs difficultés financières, notamment parce qu'elle a dû se séparer de son réseau de salles américaines en 1959 en raison des lois antitrust. Dirigée par Kirk Kerkorian à partir de 1969, l'entreprise rachète United Artists en 1981. Sous la direction de Giancarlo Parretti dès 1991 puis celle du Crédit lyonnais (LCL), elle connaît de fortes difficultés qui la contraignent à vendre son réseau de salles européennes avant d'être de nouveau la propriété de Kirk Kerkorian en 1996. De nos jours, en raison des différentes difficultés qu'elle a rencontrées au cours de son histoire, l'entreprise n'est plus considérée comme une major du cinéma.
Metro-Goldwyn-Mayer est détentrice de plusieurs filiales parmi lesquelles United Artists, United Artists Releasing, American International Pictures, Orion Pictures (sociétés de production pour le cinéma), Evolution Media, LightWorkers Media (sociétés de production de contenus pour Internet) et Big Fish Entertainment (société de production pour la télévision et Internet). L'entreprise gère également plusieurs réseaux et chaînes de télévision incluant Epix, This TV, Light TV, MGM HD et MGM Sci-Fi.
La société compte au sein de ses licences et franchises certains des plus grands succès du cinéma et de la télévision. Les franchises James Bond, Rocky, Vikings, Stargate, The Handmaid's Tale, Le Hobbit ou encore La Panthère rose sont parmi les plus emblématiques de l'entreprise.

## Histoire

### Années 1920-1940, du studio naissant à la major du cinéma

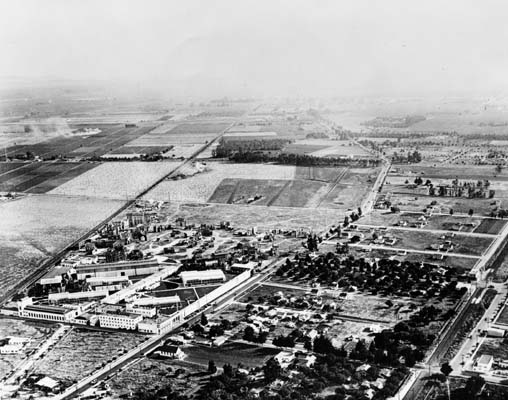
Les Goldwyn Studios en 1922.

La MGM fut créée en 1924 par la fusion de trois sociétés : Metro Pictures Corporation (créée en 1915), Goldwyn Pictures Corporation (créée en 1917) et Louis B. Mayer Pictures (créée en 1918). Le premier propriétaire de la MGM fut Marcus Loew (1870-1927), l'un des principaux exploitants de salles de cinéma américains. Il plaça Louis B. Mayer à la direction du studio et nomma Irving Thalberg responsable de la partie production. Le studio prit pour devise Ars Gratia Artis (L'art est la récompense de l'art) et pour emblème le lion « Leo » en 1928. L'emblème du lion a été créée par Howard Dietz le directeur en chef de la publicité du studio qui s'est inspiré de la mascotte du club omnisports Lions de Columbia de l'université Columbia.
Peu après la fusion, à la suite de la mort de Loew, son associé Nicholas Schenck prit le contrôle du studio. Schenck essaya alors en vain de revendre la compagnie à la 20th Century Fox, ce qui créa de fortes tensions avec Mayer. Dans les années 1930, toujours sous la direction de Mayer et Thalberg, MGM devint la plus grande société de production d'Hollywood. Elle produisit de nombreux classiques, parmi lesquels Grand Hotel ou la série des Tarzan et fit de Greta Garbo et de Joan Crawford des stars. À la suite de fréquentes altercations avec Mayer et Schenck, Thalberg fut rétrogradé en 1932. Mayer engagea alors des producteurs indépendants tels que David O. Selznick pour prendre en charge l'aspect créatif de la société.
À la mort de Thalberg en 1936, Mayer se retrouva avec les pleins pouvoirs et engagea la production de nombreux films commerciaux. Entre 1936 et le début de la Seconde Guerre mondiale, MGM produisit entre autres Autant en emporte le vent et le Magicien d'Oz. À partir de 1941, MGM soutint l'effort de guerre. De nombreuses stars de la firme aidèrent à vendre des coupons, d'autres (James Stewart et Clark Gable par exemple) s'engagèrent. C'est à cette période que MGM devint l'un des principaux producteurs de dessins animés. Le service animation fut créé à la fin des années 1930 par deux anciens de Warner Bros. : Hugh Harman et Rudolf Ising. En 1941, Tex Avery rejoignit le studio à la suite d'une altercation avec Leon Schlesinger de la Warner. Avery réalisa des classiques tels que Red-Hot Riding Hood, Swing Shift Cinderella ou la série des Droopy, mais le plus grand succès de la société dans le domaine de l'animation fut la série Tom et Jerry créée par William Hanna et Joseph Barbera.
Après la guerre, MGM se spécialisa dans la production de comédies musicales. La plupart des grands chanteurs et danseurs de l'époque rejoignirent le studio : Fred Astaire, Gene Kelly, Frank Sinatra. Croulant sous la charge de travail, Mayer embaucha l'auteur et producteur Dore Schary pour s'occuper de la production. Dès le début, les rapports entre les deux hommes furent très tendus. Schary souhaitait privilégier les films à message et reprochait à Mayer de passer plus de temps sur les champs de courses qu'à son bureau. En 1951, Mayer mit Schenck au pied du mur en lui demandant de choisir entre lui et Schary. Schenck choisit Schary et renvoya Mayer du poste qu'il occupait depuis 27 ans. Mayer mourut en 1957.

### Années 1950-2010, déclin et multiples déboires financiers
MGM ne fut pas épargné par la crise qui frappa les grands studios dans les années 1950 et 1960. En 1957, à la suite de l'échec de l'Arbre de vie, le studio perdit de l'argent pour la première fois de son histoire. Schary fut renvoyé et, pour redresser les comptes, le département animation fut fermé. Hanna et Barbera s'en allèrent créer Hanna-Barbera Productions et la production des Tom et Jerry fut sous-traitée d'abord à une société basée en Europe de l'Est puis à la société de Chuck Jones Sib Tower 12 Productions (en). L'association avec Chuck Jones prit fin en 1967. En 1959, le studio fut contraint de vendre son réseau de salles. La firme parvint à se maintenir à flot avec des succès comme Ben-Hur et en commençant à produire des programmes pour la télévision, mais les dix années suivantes virent une valse des dirigeants à la tête de la compagnie, aucun ne parvenant à aligner deux années bénéficiaires.
MGM fut racheté en 1969 par le millionnaire Kirk Kerkorian (né le 6 juin 1917). Il procéda à une véritable purge de la société, réduisant considérablement les effectifs et revendant une partie du patrimoine de la firme (de plusieurs hectares de terrains aux escarpins rouges de Dorothy dans le Magicien d'Oz).
Dans les années 1970, le rythme de production de la MGM diminua considérablement. Kerkorian revendit le département distribution et commença vite à se lasser de son nouveau jouet. Le studio parvint quand même à obtenir quelques succès (Shaft, l'Âge de cristal ou Fame) et racheta United Artists en 1981.
En 1986, Ted Turner (né le 19/11/1938) racheta MGM et United Artists. Il en resta propriétaire pendant 74 jours. Ne pouvant soutenir la dette de l'ensemble (et en particulier celle de United Artists à la suite du fiasco de la Porte du paradis), Ted Turner fut contraint de revendre UA à Kerkorian. Turner ne garda qu'une partie du catalogue MGM. Les plateaux de tournage furent vendus à Lorimar (qui fut ensuite racheté par Warner) puis, en 1990, à Sony. En 1990, le studio fut racheté par le financier italien Giancarlo Parretti via Pathé Communication Corporation avec le soutien du Crédit lyonnais, pour 1,3 milliard de dollars. Parretti connut un bref état de grâce avec des succès comme Get Shorty et Leaving Las Vegas, mais n'échappa pas à la faillite en 1992. En 1993, le Crédit lyonnais investit 400 millions de dollars pour tenter, en vain, de redresser le studio. En 1995, le réseau de salles en Europe, soit 526 salles, fut revendu au groupe Chargeurs, actuel Pathé (salles des Pays-Bas) et à Virgin (réseau du Royaume-Uni).
Le 10 octobre 1996, Kerkorian (associé à Seven Network et Frank Mancuso Sr.) racheta MGM au Crédit lyonnais pour 1,3 milliard de dollars. La même année, MGM racheta Metromedia International et absorba ses filiales (Orion Pictures, Goldwyn Entertainment et la Motion Picture Corporation of America), ce qui lui permit de se reconstituer un catalogue. Mais en 2002 la société est mise en vente, à hauteur de 7 milliards de dollars. En 2005, un consortium mené par Sony reçoit le feu vert de la Commission européenne pour racheter la MGM pour 5 milliards de dollars. En septembre 2009, le studio est au bord de la faillite : la direction du groupe annonce que le studio aurait besoin de 20 millions de dollars. En septembre 2010, le studio, avec 4 milliards de dollars de dettes, propose que ses créanciers, en échange de la suppression de la dette de la société, se voient céder la majorité des actions. De plus, des échanges d'actifs sont proposés avec Spyglass Entertainment, en échange de quoi ce dernier prendrait possession d'environ 5 % du capital de la MGM. En avril 2017, MGM annonce l'acquisition des participations qu'il ne détient pas dans Epix, soit 81 % de ce dernier, pour environ 1 milliard de dollars.

### Année 2021, rachat par Amazon
En mai 2021, Amazon annonce le rachat de la MGM pour 8,45 milliards de dollars. En mars 2022, Amazon, ayant obtenu les accords des autorités de la concurrence, officialise pleinement cette acquisition.

## Organisation de la société

### Identité visuelle

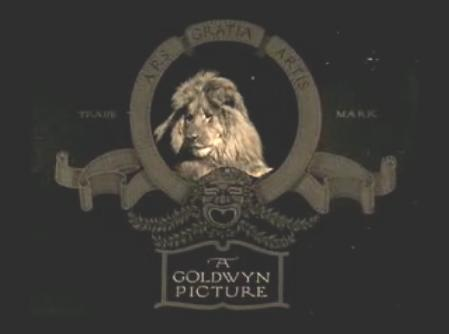
Logotype de la Goldwyn Pictures Corporation avec un lion sans nom au centre.

Le logotype de la Metro-Goldwyn-Mayer est créé à l'origine par Howard Dietz pour la société Goldwyn Pictures Coporation avec en son centre un lion sans nom. Un nouveau lion nommé Slats est utilisé par la M.G.M. de 1924 à 1928. À partir de 1928 et pour 28 ans, un lion du nom de Jackie remplace Slats. Il s'agit du premier lion émettant des rugissements pour ce logotype. En parallèle, le lion Telly occupe le centre du logotype à partir de 1927 pour les courts-métrages, les dessins animés et les films utilisant le procédé Technicolor bichrome jusqu'en 1932, après quoi il est remplacé par le lion Coffee durant deux ans. À partir de 1934 et pour 22 ans, c'est un lion du nom de Tanner qui anime le logotype pour les films en couleur tandis que Jackie continue d'illustrer les films en noir et blanc. Entre 1956 et 1957, c'est le lion George qui trône au milieu du logotype de la société. Depuis 1957, le lion qui anime le logotype de la Metro-Goldwyn-Mayer se prénomme Léo. Dans de rares cas, un autre logotype est utilisé en ouverture des films produits ou distribués par la société, notamment pour 2001, l'Odyssée de l'espace (1968) ou pour Le Bal des vampires (1968).

### Studios et divertissement
- Metro-Goldwyn-Mayer Studios Inc.
  - MGM Pictures
  - United Artists
  - MGM Television Entertainment
  - MGM Networks
  - MGM Distribution Co.
  - MGM Worldwide Television Distribution
  - MGM Home Entertainment
  - MGM On Stage
  - MGM Consumer Products
  - MGM Music
  - MGM Interactive (ultérieurement, MGM/UA Interactive), filiale de la MGM fondée en 1995 et productrice de jeux vidéo[11]
  - MGM Online.
- Participation dans des chaînes de télévision

## Activités

### Les films primés

#### Les films «oscarisés»
La MGM a vu dix de ses films remporter l'Oscar du meilleur film :
- En 1930 : The Broadway Melody de Harry Beaumont
- En 1932 : Grand Hotel d'Edmund Goulding
- En 1936 : Les Révoltés du Bounty (Mutiny on the Bounty) de Frank Lloyd
- En 1937 : Le Grand Ziegfeld (The Great Ziegfeld) de Robert Z. Leonard
- En 1940 : Autant en emporte le vent (Gone with the Wind) de Victor Fleming
- En 1943 : Madame Miniver (Mrs Miniver) de William Wyler
- En 1952 : Un Américain à Paris (An American in Paris) de Vincente Minnelli
- En 1959 : Gigi de Vincente Minnelli
- En 1960 : Ben-Hur de William Wyler
- En 1977 : Rocky de John G. Avildsen

#### Ours d'or
En 1956, Invitation à la danse de Gene Kelly devient le seul film produit par la MGM à remporter l'Ours d'or du meilleur film à la Berlinale.

### Les films sélectionnés pour préservation
23 productions de la MGM ont été désignées « culturellement signifiant » par la Bibliothèque du Congrès et sélectionnées pour préservation au National Film Registry.